# 水瀬沙季
水瀬 沙季（みなせ さき、1月28日 - ）は日本の女性声優。埼玉県出身。代表作に『Clear -クリア-』の行野無月役などがある。
いわゆる成人向けとそうでない一般向けの出演に対しても名義を変えない声優の一人だが、坂口 沙織という別名義もある。

## 略歴
プロ・フィット声優養成所卒。
以前はプロ・フィットに所属していた。

## 人物
趣味はビリヤード、歌、卓球。スポーツは水泳。特技はイラスト、柔軟。
資格は漢字検定　準2級。

## 出演

### テレビアニメ
- がくえんゆーとぴあ まなびストレート!（2007年）第8話 生徒F 役[2]
- のらみみ2（2008年）子供 役[1]

### 一般ゲーム
- ブレイジングソウルズ（2006年、PlayStation 2）カルラ/ゼレナ 役[1][注釈 2]
- アブソリュート ブレイジング インフィニティ（2007年、Xbox 360）カルラ/ゼレナ 役[1][注釈 2]
- Clear 〜新しい風の吹く丘で〜（2009年、PlayStation 2）行野無月 役[3]
- narcissu 3rd -Die Dritte welt-（…、Windows 98/Me/2000/XP）安佐乃海璃 役

### アダルトゲーム

#### 2006年
- アノニマス（2006年、Windows 2000/XP）[4]看護士 役[1]

#### 2007年
- 虜ノ姫〜淫魔の調律〜（2007年、Windows 98SE/Me/2000/XP/Vista）ノーラ 役[5]
- 淫行可憐同好会（Windows 2000/XP/Vista）月代愛理 役[6]
- Clear -クリア-（）行野無月 役
- マブラヴ ALTERED FABLE（）高原 役[1]
- ぱすてる（）姫宮ありす 役
- オレと彼女は主従なカンケイ（）野々宮菫 役

#### 2008年
- 夏神（2008年、Windows 98SE/Me/2000/XP/Vista）磯嶋小夜歌、水谷つぐみ 役[7]
- 催眠凌辱学園（）安田香苗 役
- 絶望少女〜復讐の性裁教室（）佐伯美紀恵 役
- 宇宙刑事ソルディバン（）黒崎姫乃 役
- TemptationNaked-2（）高見沢千歳 役
- Clear〜クリスタルストーリーズ〜（）行野無月 役
- 姉Summer!（2008年,Windows 2000/XP/Vista）東出圭 役
- ぴこぴこ 〜恋する気持の眠る場所〜（）雑貨屋店員 役
- 魔法戦士レムティアナイツ〜光の乙女たち〜（）彩姫くるみ/レムティアシータ 役
- 淫暴の惑星〜破壊と欲望の衝動〜（）篠原美奈 役
- 触装天使セリカ（）真白芹香/触装天使セリカ 役
- 対魔忍ムラサキ 〜くノ一傀儡奴隷に堕つ〜 （Windows 2000/XP/Vista/7）八津紫 役[8]
- 処女狩〜オトメガリ（）広瀬希 役
- DISCODE-lo（）鈴 役
- 学園クラブトライアングル 〜制服と処女と甘い香り〜（）柚月小春 役
- 白濁淫乳カルテ（）宮代玲 役
- ダンジョンクルセイダーズ2 〜永劫の楽土〜（）レジーナ・ノギア、ネイル・ダスクウォーカー 役
- M.E.S. -同級生メイド調教-（）葦木明琉 役
- This will Never End（）彩 役[9]
- 純潔のソフィア（）ソフィア 役

#### 2009年
- エルフの双子姫 ウィランとアルスラ（2009年、Windows 2000/XP/Vista）アルスラ 役[10]
- 征触者（）白鳳結衣 役
- 麗しの君〜貴方の膣内に捧ぐ〜（）水無瀬詩織 役
- 来てね!魔法戦士の学園祭 〜FANDISCの乙女たち〜（）彩姫くるみ 役
- 学園妖精テトラスター（）空円寺風子 役
- 灰色の空に堕ちた翼（）フォル 役
- ヴァルキリーコンプレックス（）カンナ 役
- 終わりなき夏 永遠なる音律（）雨宮歌音 役
- 姉☆Summer!2（2009年,Windows 2000/XP/Vista）東出圭 役
- 聖天使ユミエル シャドークルセイド（）羽連悠美/光翼天使ユミエル 役
- ももいろガーディアン（）霧崎楓 役
- 最凶魔法少女アリナ（）大宮アリナ 役
- 魔動装兵クラインハーゼ（）ルルン・ヒルデガルト・ラムシュタイン 役
- いちゃぷり! 〜お嬢さまとイチャラブえっちな毎日〜（）天条院桜 役
- 必殺シコキ屋稼業（）御田秀美 役[11]
- ハチミツ乙女blossomdays（）七瀬瑞希 役[12]

#### 2010年
- LILITH-IZM04 〜褐色編〜/対魔忍アサギ外伝 サマーデイズ（2010年、Windows 2000/XP/Vista/7）八津紫 役[13]

#### 2011年
- 対魔忍ユキカゼ（2011年、Windows 2000/XP/Vista/7）八津紫 役[14]
- 対魔忍アサギ PREMIUM BOX（Windows XP/Vista/7）八津紫 役[14]

#### 2012年
- 触装天使セリカ2（2012年、Windows XP/Vista/7）真白芹香/触装天使セリカ 役[15]
- 魔法戦士エクストラステージ 〜10th Anniversary〜（）彩姫くるみ/レムティアシータ 役[16]
- 対魔忍アサギ3（Windows XP/Vista/7/8）八津紫 役[17]

#### 2014年
- 大催眠乱交学園 第一話「奉仕部活動記録」（安田 香苗）
- 大催眠乱交学園 第二話「放課後は催眠乱交」（安田 香苗）
- 大催眠乱交学園 第三話「身胎検査」（安田 香苗）
- 大催眠乱交学園 第四話「催淫授業参姦」（安田 香苗）
- 大催眠乱交学園 ～学園は乱交催眠の洗脳教育実験場～（安田 香苗）

#### 2015年
- 対魔忍ユキカゼ ANIMATION（Windows Vista/7/8/8.1）八津紫 役[14]
- 対魔忍ユキカゼ2（Windows 7/8）八津紫 役[14]

#### 2016年
- 想聖天使クロスエモーション（天野 奈々子）
- 魔法戦士ネクストイグニッション（レムティアシータ）

#### 2017年
- 想聖天使クロスエモーション外伝1ラピスラズリ淫闘編（天野 奈々子）
- 想聖天使クロスエモーション外伝2 もう一人のクロスデザイア編（天野 奈々子）
- 想聖天使クロスエモーション外伝3 想聖天使VS触装天使編（天野 奈々子）
- 魔法戦士 ENDLESS DESIRE（彩姫 くるみ）

#### 2018年
- 想聖天使クロスエモーション外伝4（天野 奈々子、クロスデザイア、蝕装天使セリカ）
- 想聖天使クロスエモーション外伝5（天野 奈々子）
- 想聖天使クロスエモーション外伝6（天野 奈々子）
- 対魔忍アサギZERO（八津 紫）

#### 2021年
- 魔法戦士レムティアナイツ2 -こわれゆく世界の女神たち-（レムティアシータ）
- 魔法戦士レムティアナイツ2 Fall into lust（レムティアシータ）
- 魔法戦士レムティアナイツ2 Another World（レムティアシータ）

#### 2022年
- 魔法戦士 FINAL IGNITION（レムティアシータ）
- 魔法戦士 Christmas Ignition（レムティアシータ）

#### オンラインゲーム
一般・成人の2タイトル制を採用している作品も含む。
- 対魔忍アサギ 決戦アリーナ（2014年、Windows Vista以上/iOS 6.1以上/Android 2.3以上）八津紫 役[18][注釈 3]

### 音声ドラマ
- Clear オリジナルドラマCD（2008年）行野無月 役
- 紫凌辱調教ドラマCD（2013年）八津紫 役 - 抱き枕カバー『対魔忍アサギ3・八津紫抱き枕カバー 紫凌辱調教ドラマCD付き』の付属品[19]。
- さくら&紫のひと夏の争い!?ドラマCD（2015年）八津紫 役 - グッズセット『真夏のさくむら B2タペストリー&さくら&紫のひと夏の争い!?ドラマCDセット』の付属品[20]。

### 雑誌連載
- PUSH!! 7月 - 12月号（2009年、マックス）水瀬沙季のなんとかなる、きっとなる☆